# Centro Nacional de Supercomputação na Região Sul
O Centro Nacional de Supercomputação na Região Sul, é composto pelo Centro de Supercomputação/UFRGS ou (CESUP/UFRGS) é um recurso aberto aos usuários e pesquisadores que necessitam de recursos de computação de alto desempenho para problemas avançados em ciências básicas e aplicados aos mais diversos campos. Faz parte do SINAPAD - Sistema Nacional de Processamento de Alto Desempenho - mantido pela FINEP / MCT e é operado pela Universidade Federal do Rio Grande do Sul.
Cumprindo sua missão de centro de referência nacional, o CESUP/UFRGS dissemina, através de cursos de treinamento e de núcleos de apoio remotos situados em outros centros do país, o uso dos recursos de HPC (High Performance Computing – Computação de alto desempenho). Cursos são organizados regularmente na UFRGS e estão abertos a todos os interessados.